# Cultura participativa
La cultura participativa, un concepto opuesto a la cultura del consumidor, es una cultura en la que los individuos (el público) no actúan solo como consumidores, sino también como contribuyentes o productores (prosumidores). El término se aplica con mayor frecuencia a la producción o creación de algún tipo de medio publicado. 

## Concepto
Los avances recientes en tecnologías de la información y la comunicación (principalmente computadoras personales e Internet) han permitido a personas privadas crear y publicar dichos medios, generalmente a través de Internet. Dado que la tecnología ahora permite nuevas formas de expresión y participación en el discurso público, la cultura participativa no solo apoya la creación individual sino también las relaciones informales que unen a los novatos con expertos. Esta nueva cultura en lo que respecta a Internet ha sido descrita como Web 2.0. En la cultura participativa, "los jóvenes responden creativamente a una gran cantidad de señales electrónicas y productos culturales de manera que sorprenden a sus creadores, encuentran significados e identidades que nunca pretendieron estar allí y desafían las simples narices que lamentan la manipulación o la pasividad de los" consumidores ".
El creciente acceso de Internet ha jugado un papel integral en la expansión de la cultura participativa, porque cada vez más permite a las personas trabajar en colaboración; generar y difundir noticias, ideas y trabajos creativos; y conectarse con personas que comparten objetivos e intereses similares (ver grupos de afinidad). El potencial de la cultura participativa para el compromiso cívico y la expresión creativa ha sido investigado por el académico de medios Henry Jenkins . En 2006, Jenkins y los coautores Ravi Purushotma, Katie Clinton, Margaret Weigel y Alice Robison escribieron un libro blanco titulado Enfrentando los desafíos de la cultura participativa: educación en medios para el siglo XXI . Este artículo describe una cultura participativa como una: 
1. Con barreras relativamente bajas para la expresión artística y el compromiso cívico.
2. Con un fuerte apoyo para crear y compartir las creaciones de uno con los demás.
3. Con algún tipo de tutoría informal mediante la cual lo que conocen los más experimentados se transmite a los novatos
4. Donde los miembros creen que sus contribuciones son importantes
5. Donde los miembros sienten cierto grado de conexión social entre ellos (al menos les importa lo que otras personas piensen sobre lo que han creado).[3]

## Formas
La cultura participativa ha existido por más tiempo que Internet. El surgimiento de la Asociación de Prensa Amateur a mediados del siglo XIX es un ejemplo de cultura histórica participativa. En ese momento, los jóvenes estaban escribiendo a mano e imprimiendo sus propias publicaciones. Estas se enviaban por correo a través de una red de personas y se parecen a las actuales redes sociales. La evolución de zines, programas de radio, proyectos grupales y chismes a blogs, podcasts, wikis y redes sociales ha impactado enormemente a la sociedad. Con servicios web como eBay, Blogger, Wikipedia, Photobucket, Facebook y YouTube, no es de extrañar que la cultura se haya vuelto más participativa. Las implicaciones del cambio gradual de la producción de produsuario son profundas, y afectarán a la esencia misma de la cultura, la economía, la sociedad y la democracia.
Las formas de cultura participativa pueden manifestarse en afiliaciones, expresiones, resolución colaborativa de problemas y circulaciones. Las afiliaciones incluyen membresías formales e informales en comunidades en línea como foros de discusión o redes sociales. Expresión se refiere a los tipos de medios que podrían crearse. Esto puede manifestarse como memes, fanfiction u otras formas de mash-ups. Cuando las personas y los grupos trabajan juntos en una forma particular de medios o productos de medios, como un wiki, se involucran en la resolución de problemas en colaboración. Finalmente, la circulación se refiere a los medios a través de los cuales se puede difundir la comunicación. Esto podría incluir blogs, vlogs, podcasts e incluso algunas formas de redes sociales. Algunas de las aplicaciones más populares que involucran participación incluyen: Facebook, Snapchat, Instagram, Tinder, LinkedIn y Twitter. 
Los creadores de fanfiction fueron una de las primeras comunidades en mostrar que el público podía participar en la cultura pop. Cambiando, creciendo y alterando programas de televisión durante sus tiempos de ejecución. Además de fortalecer la popularidad de la serie mucho después de que se emitió el último episodio. Algunos creadores de fanfiction desarrollan teorías y especulaciones sobre lo que sucederá después. Otros autores de fanfiction crean material 'nuevo', formando una vida propia fuera de los límites del contenido original. Los fanáticos amplían la historia original, poniendo a los personajes de los que se enamoraron en la serie a través de diferentes aventuras y sexualidades. Estas comunidades están compuestas por audiencias y lectores de todo el mundo, a diferentes edades, con diferentes orígenes que se unen para desarrollar teorías y posibilidades sobre programas de televisión, libros y películas actuales o expandir y continuar las historias de programas de televisión, libros y películas que han llegado a su fin.
A medida que la tecnología continúa permitiendo nuevas vías para la comunicación, la colaboración y la circulación de ideas, también ha dado lugar a nuevas oportunidades para que los consumidores creen su propio contenido. Barreras como el tiempo y el dinero comienzan a ser menos significativas para grandes grupos de consumidores. Por ejemplo, la creación de películas una vez requirió grandes cantidades de equipo costoso, pero ahora se pueden hacer clips de película con equipos que sean asequibles para un número creciente de personas. La facilidad con la que los consumidores crean material nuevo también ha crecido. Ya no es necesario un amplio conocimiento de la programación de computadoras para crear contenido en Internet. El intercambio de medios a través de Internet actúa como una plataforma para invitar a los usuarios a participar y crear comunidades que comparten intereses similares a través de fuentes duplicadas, contenido original y material reutilizado. 
La gente ya no absorbe y consume ciegamente lo que distribuyen las grandes corporaciones de medios. Hoy en día hay una gran cantidad de personas que son "prosumidores" o consumidores que también producen sus propios medios. La razón por la cual la cultura participativa es un tema de gran interés se debe al hecho de que hay tantas plataformas de redes sociales diferentes para participar y contribuir. Estos son algunos de los líderes de la industria de las redes sociales y son la razón por la cual las personas pueden tener esa ventaja de participar en la creación de medios. Hoy, millones de personas en todo el mundo tienen la capacidad de publicar, citar, filmar o crear lo que quieran. Con la ayuda de estas plataformas, la capacidad de llegar a una audiencia global nunca ha sido tan fácil.

### Redes sociales y política
Las redes sociales se han convertido en un factor importante en la política y la educación cívica, no solo en las elecciones, sino también en la obtención de fondos, la difusión de información, la obtención de legislación y el apoyo a las peticiones, y otras actividades políticas. Las redes sociales facilitan que el público tenga impacto y participe en la política. Esto se mostró en un estudio que mostró la conexión entre los mensajes de Facebook entre amigos y cómo estos mensajes influyeron en la expresión política, la votación y la búsqueda de información en las elecciones presidenciales de 2012 en los Estados Unidos. Las redes sociales movilizan a las personas de manera fácil y efectiva y hacen lo mismo para la circulación de la información. Esto puede hacer cosas en política, como obtener apoyo para que se apruebe la legislación, pero las redes sociales también pueden influir mucho en las elecciones. El impacto que las redes sociales pueden tener en las elecciones se mostró en las elecciones presidenciales de Estados Unidos de 2016. En las elecciones de 2016, se compartieron 115 millones de noticias falsas pro Trump en Facebook 30 millones de veces en comparación con 41 historias falsas pro Clinton compartidas 7,6 millones de veces. Esto fue muy malo     considerando que el 62 por ciento de los adultos residentes en los Estados Unidos reciben noticias de las redes sociales y la mayoría de las personas que ven noticias falsas toman la información como cierta, por lo que muchas personas basaron sus votos en información falsa. Las redes sociales han involucrado a más personas en la política, y esto es bueno, pero la forma en que las personas monitorean y descifran la información, así como la forma en que se movilizan políticamente, deben mejorarse para evitar que los resultados electorales estén fuertemente influenciados por noticias falsas y desinformación.

### Web 2.0
El hardware no solo ha aumentado la capacidad del individuo para enviar contenido a Internet para que pueda ser alcanzado por una amplia audiencia, sino que además numerosos sitios de Internet han aumentado el acceso. Sitios web como Flickr, Wikipedia y Facebook fomentan la presentación de contenido a Internet. Aumentan la facilidad con la que un usuario puede publicar contenido al permitirle enviar información incluso si solo tienen un navegador de Internet. Se elimina la necesidad de software adicional. Estos sitios web también sirven para crear comunidades en línea para la producción de contenido. Estas comunidades y sus servicios web han sido etiquetados como parte de la Web 2.0.
Sin embargo, la relación entre las herramientas Web 2.0 y la cultura participativa es más que material. A medida que la mentalidad y las habilidades de las prácticas participativas se han adoptado cada vez más, es cada vez más probable que las personas exploten nuevas herramientas y tecnología en formas 2.0. Un ejemplo es el uso de la tecnología de teléfonos celulares para involucrar a "multitudes inteligentes" para el cambio político en todo el mundo. En países donde el uso del teléfono celular excede el uso de cualquier otra forma de tecnología digital, la transmisión de información a través del teléfono móvil ha ayudado a lograr un cambio político y social significativo. Ejemplos notables incluyen la llamada "Revolución Naranja" en Ucrania, el derrocamiento del presidente filipino Joseph Estrada, y protestas políticas regulares en todo el mundo.

## Medios participativos
Ha habido varias formas en que los medios participativos permiten a las personas crear, conectarse y compartir su contenido o crear amistades en todos los medios. YouTube alienta a las personas a crear y cargar su contenido para compartirlo en todo el mundo, creando un entorno para creadores de contenido nuevos o antiguos. Discord permite que las personas, principalmente los jugadores, se conecten entre sí en todo el mundo y actúa como una sala de chat en vivo. Twitch es un sitio web de transmisión de medios donde los creadores de contenido pueden "lanzarse" para los espectadores de todo el mundo. Muchas veces, estos sitios participativos tienen eventos comunitarios como eventos de caridad o transmisiones conmemorativas para alguien importante para las personas en la comunidad de Twitch. 

### Relación con los teléfonos inteligentes
El teléfono inteligente es un ejemplo que combina los elementos de interactividad, identidad y movilidad. La movilidad del teléfono inteligente demuestra que los medios ya no están limitados por el tiempo y el espacio se puede utilizar en cualquier contexto. La tecnología continúa progresando en esta dirección a medida que se vuelve más impulsada por el usuario y menos restringida a horarios y ubicaciones, por ejemplo, la progresión de películas desde los cines hasta la visualización privada en el hogar, y ahora el teléfono inteligente que se puede ver en cualquier momento y en cualquier lugar. El teléfono inteligente también mejora la cultura participativa al aumentar los niveles de interactividad. En lugar de simplemente mirar, los usuarios participan activamente en la toma de decisiones, la navegación de páginas, la contribución de su propio contenido y la elección de los enlaces a seguir. Esto va más allá del nivel de interactividad del "teclado", donde una persona presiona una tecla y aparece la letra esperada, y se convierte en una actividad dinámica con opciones continuamente nuevas y cambios de configuración, sin una fórmula establecida a seguir. El rol del consumidor cambia de un receptor pasivo a un contribuyente activo. El teléfono inteligente personifica esto por las infinitas opciones y formas de involucrarse personalmente con múltiples medios al mismo tiempo, de manera no lineal.
El teléfono inteligente también contribuye a la cultura participativa debido a cómo cambia la percepción de identidad. Un usuario puede esconderse detrás de un avatar, perfil falso o simplemente idealizado cuando interactúa con otros en línea. No hay responsabilidad de ser quien dice ser. La capacidad de deslizarse dentro y fuera de los roles cambia el efecto de los medios en la cultura y también en el propio usuario. Ahora, no solo las personas son participantes activos en los medios y la cultura, sino también sus seres imaginados. 

### Productores, consumidores y "produso"
En La comprensión de la cultura digital de Vincent Miller, expone la idea de cómo las líneas entre productores y consumidores se han vuelto borrosas. Los productores son aquellos que crean contenido y objetos culturales, y los consumidores son la audiencia o los compradores de esos objetos. Al referirse a la idea de "prosumidor" de Bruns, Miller argumenta que "con el advenimiento de los nuevos medios convergentes y la gran cantidad de opciones en las fuentes de información, así como la mayor capacidad de las personas para producir contenido ellos mismos, esto se aleja de la hegemonía del productor". al público o al poder del consumidor parecería haberse acelerado, erosionando así la distinción productor-consumidor "(p.   87). "Prosumidor" es el resultado final de una estrategia cada vez más utilizada que fomenta la retroalimentación entre productores y consumidores (prosumidores), "que permite una mayor influencia del consumidor sobre la producción de bienes".
Bruns (2008) se refiere a produsage, por lo tanto, como una colaboración comunitaria a la que los participantes pueden acceder para compartir "contenido, contribuciones y tareas en toda la comunidad en red" (p.   14) Esto es similar a cómo Wikipedia permite a los usuarios escribir, editar y, en última instancia, usar contenido. Los Produsers son participantes activos que están capacitados por su participación como creadores de redes. Bruns (2008) describe el empoderamiento para los usuarios como diferente de los típicos "espacios mediados de arriba hacia abajo de las esferas mediáticas tradicionales" (p.   14) Produsage ocurre cuando los usuarios son los produsers y viceversa, esencialmente eliminando la necesidad de estas intervenciones "de arriba hacia abajo". La colaboración de cada participante se basa en un principio de inclusión; cada miembro aporta información valiosa para que otro usuario la use, agregue o cambie. En una comunidad de estudiantes, la colaboración a través de productos puede proporcionar acceso al contenido a todos los participantes, no solo a aquellos con algún tipo de autoridad. Cada participante tiene autoridad. 
Esto lleva a la idea de Bruns (2008) de "equipotencialidad: la suposición de que si bien las habilidades y habilidades de todos los participantes en el proyecto de producción no son iguales, tienen la misma capacidad de hacer una contribución digna al proyecto" (pág.   25) Debido a que no hay más distinciones entre productores y consumidores, cada participante tiene la misma oportunidad de participar significativamente en la producción.

### Participación explícita e implícita
El teórico de los medios de comunicación Mirko Tobias Schäfer, quien distingue la participación explícita e implícita (2011), ha hecho una contribución importante. La participación explícita describe la participación consciente y activa de los usuarios en comunidades de admiradores o de desarrolladores en procesos creativos. La participación implícita es más sutil y se desarrolla a menudo sin el conocimiento del usuario. En su libro, La cultura de la conectividad (2013), José Van Dijck enfatiza la importancia de reconocer esta distinción para analizar a fondo la agencia del usuario como una construcción tecnocultural.
Dijck (2013) describe las diversas formas en que se puede conceptualizar la participación explícita. El primero es la concepción estadística de la demografía del usuario. Los sitios web pueden "publicar hechos y cifras sobre su intensidad de usuario (por ejemplo, usuarios mensuales únicos), su diversidad de usuarios nacionales y globales, y hechos demográficos relevantes" (p. 33). Por ejemplo, Facebook publica datos demográficos de los usuarios, como género, edad, ingresos, nivel educativo y más. La participación explícita también puede tener lugar en el extremo de la investigación, donde un sujeto experimental interactúa con una plataforma con fines de investigación. Dijck (2013) hace referencia a Leon et al. (2011), que dan un ejemplo de un estudio experimental en el que "se puede seleccionar un número de usuarios para realizar tareas para que los investigadores puedan observar su capacidad de controlar la configuración de privacidad" (p. 33). Por último, la participación explícita puede informar los datos etnográficos a través de estudios observacionales o investigaciones cualitativas basadas en entrevistas sobre los hábitos del usuario.
La participación implícita se logra mediante la implementación de actividades de usuario en las interfaces de usuario y el diseño de back-end. Schäfer argumenta que el éxito de las aplicaciones populares de Web 2.0 y redes sociales se nutre de la participación implícita. La noción de participación implícita expande las teorías de la cultura participativa formuladas por Henry Jenkins y Axel Bruns, quienes se enfocan más prominentemente en la participación explícita. Considerar la participación implícita permite, por lo tanto, un análisis más preciso del rol de la tecnología en la co-configuración de las interacciones del usuario y el contenido generado por el usuario.

## Potencial y promesa

### Compromiso cívico
La cultura participativa ha sido aclamada por algunos como una forma de reformar la comunicación y mejorar la calidad de los medios. Según el experto en medios Henry Jenkins, un resultado de la aparición de culturas participativas es un aumento en la cantidad de recursos de medios disponibles, lo que da lugar a una mayor competencia entre los medios de comunicación. Los productores de medios se ven obligados a prestar más atención a las necesidades de los consumidores que pueden recurrir a otras fuentes de información.
Howard Rheingold y otros han argumentado que el surgimiento de culturas participativas permitirá un cambio social profundo. Hasta hace poco, a fines del siglo XX, Rheingold argumenta que un puñado de personas generalmente privilegiadas y generalmente ricas controlaban casi todas las formas de comunicación de masas: periódicos, televisión, revistas, libros y enciclopedias. Hoy, sin embargo, las herramientas para la producción y difusión de medios están fácilmente disponibles y permiten lo que Rheingold denomina "medios participativos".
A medida que la participación se vuelve más fácil, la diversidad de voces que se pueden escuchar también aumenta. Hubo un tiempo en que solo unos pocos gigantes de los medios de comunicación controlaban la mayor parte de la información que fluía a los hogares del público, pero con el avance de la tecnología, incluso una sola persona tiene la capacidad de difundir información en todo el mundo. La diversificación de los medios tiene beneficios porque en los casos en que el control de los medios se concentra, les da a quienes tienen el control la capacidad de influir en las opiniones y la información que fluye al dominio público. La concentración de los medios brinda oportunidades para la corrupción, pero a medida que se accede a la información desde más y más lugares, se hace cada vez más difícil controlar el flujo de información a la voluntad de una agenda. La cultura participativa también se ve como una forma de comunicación más democrática, ya que estimula a la audiencia a participar activamente porque pueden ayudar a dar forma al flujo de ideas en los formatos de los medios.  La tendencia democrática prestada a la comunicación por la cultura participativa permite nuevos modelos de producción que no se basan en un estándar jerárquico. Ante una mayor participación, las jerarquías tradicionales no desaparecerán, pero "Comunidad, colaboración y autoorganización" pueden convertirse en la base de las corporaciones como alternativas poderosas. Aunque puede no existir una jerarquía real evidente en muchos sitios web colaborativos, su capacidad para formar grandes grupos de inteligencia colectiva no se ve comprometida. 

### En civismo
Las organizaciones cívicas movilizan culturas participativas hacia la acción política. Se basan en culturas participativas y organizan dichas comunidades hacia objetivos cívicos y políticos. Los ejemplos incluyen Harry Potter Alliance, Invisible Children, Inc. y Nerdfighters, que aprovechan intereses culturales compartidos para conectar y organizar a los miembros hacia objetivos políticos explícitos. Estos grupos realizan campañas informando, conectando y en algún momento organizando a sus miembros a través de nuevas plataformas de medios. Neta Kligler-Vilenchik identificó tres mecanismos utilizados para traducir los intereses culturales en resultados políticos:  
1. Aprovechar la pasión compartida en torno a los mundos de contenido y sus comunidades.
2. Producción creativa de contenido.
3. Espacios informales de discusión para conversaciones sobre temas destacados[34]

### En educación
Los medios sociales y participativos permiten, y de hecho exigen, un cambio en la forma en que abordamos la enseñanza y el aprendizaje en el aula. La mayor disponibilidad de Internet en las aulas permite un mayor acceso a la información. Por ejemplo, ya no es necesario que el conocimiento relevante esté contenido en alguna combinación del maestro y los libros de texto; hoy, el conocimiento puede ser más descentralizado y estar disponible para que todos los alumnos puedan acceder. El maestro, entonces, puede ayudar a facilitar medios eficientes y efectivos para acceder, interpretar y hacer uso de ese conocimiento.

### Experiencias de género
La cultura participativa carece de representación de la mujer, lo que ha creado una tergiversación de las mujeres en línea. Esto, a su vez, dificulta que las mujeres se representen con autenticidad y disuade la participación de las mujeres en la cultura participativa. El contenido que se ve en Internet en situaciones participativas está sesgado debido a la representación excesiva de la información generada por los hombres, y las ideologías masculinas en los medios de comunicación. Por lo tanto, crea un papel sumiso para el usuario femenino, ya que inconscientemente aceptan las ideologías patriarcales como realidad.

## Desafíos

### Plataformas en línea
Rachael Sullivan habla sobre cómo algunas plataformas en línea pueden ser un desafío. Según la reseña del libro de Rachael Sullivan, ella enfatiza en Reddit, y el contenido que se usa puede ser ofensivo e inapropiado. Los memes, los GIF y otros contenidos que crean los usuarios son negativos y se utilizan para navegar por la web. Reddit tiene una plataforma donde cualquiera puede venir y usarlo. Entonces, el desafío del uso de Reddit es permitir quién puede contribuir a la plataforma. Otros desafíos incluyen que otros usuarios de la comunidad pueden publicar sin restricciones ni barreras. Entonces, si un usuario quiere publicar algo que es racista en línea, puede hacerlo. Es un desafío porque cualquiera puede publicar cualquier cosa en línea, ya sea positiva o negativa. Además, si los usuarios publican contenido que no es adecuado, entonces las plataformas en línea pueden recibir una gran reacción violenta, y posiblemente podría provocar el cierre definitivo de las plataformas en línea. Según el ejemplo de la reseña del libro, las personas pueden publicar lo que quieran, y poner información negativa en las plataformas puede causar grandes daños en Internet, como una reacción violenta o volverse inexistente. 

### Consumidores
Todas las personas quieren ser consumidores en algunos y contribuyentes activos en otras situaciones. Ser un consumidor o contribuyente activo no es un atributo de una persona, sino de un contexto. El criterio importante que debe tenerse en cuenta son las actividades personalmente significativas. Las culturas participativas capacitan a los humanos para ser contribuyentes activos en actividades personalmente significativas. El inconveniente de tales culturas es que pueden obligar a los humanos a hacer frente a la carga de ser un contribuyente activo en actividades personalmente irrelevantes. Esta compensación puede ilustrarse con el potencial y los inconvenientes de las "Sociedades de bricolaje": comenzando con restaurantes de autoservicio y estaciones de servicio de autoservicio hace unas décadas, y esta tendencia se ha acelerado en los últimos 10 años. años. A través de herramientas modernas (incluido el comercio electrónico respaldado por la Web), los humanos están facultados para realizar muchas tareas por sí mismos que fueron realizadas previamente por trabajadores de dominio capacitados que actúan como agentes e intermediarios. Si bien este cambio proporciona poder, libertad y control a los clientes (p. Ej., La banca se puede hacer en cualquier momento del día con cajeros automáticos y desde cualquier lugar de la Web), también ha tenido algunas consecuencias menos deseables. Las personas pueden considerar que algunas de estas tareas no son muy significativas personalmente y, por lo tanto, serían más que contenido con un rol de consumidor. Además de las tareas simples que requieren un pequeño o nulo esfuerzo de aprendizaje, los clientes carecen de la experiencia que los profesionales han adquirido y mantenido a través del uso diario de los sistemas, y el amplio conocimiento previo para realizar estas tareas de manera eficiente y efectiva. Las herramientas que se utilizan para realizar estas tareas (banca, reservas de viaje, compra de boletos aéreos, compra de comestibles en el supermercado) son tecnologías centrales para los profesionales, pero tecnologías ocasionales para los clientes. Esto supondrá una carga nueva y sustancial para los clientes en lugar de tener trabajadores de dominio capacitados que realicen estas tareas.  
También, significativamente, a medida que las empresas reclutan cada vez más prácticas y recursos participativos para comercializar bienes y servicios, los consumidores que se sienten cómodos trabajando en medios participativos tienen una clara ventaja sobre aquellos que se sienten menos cómodos. No solo los consumidores que se resisten a hacer uso de las posibilidades de la cultura participativa han disminuido el acceso al conocimiento, los bienes y los servicios, sino que tienen menos probabilidades de aprovechar el mayor apalancamiento inherente a la participación de las empresas como prosumidor .

### En educación

#### Brecha de participación
Esta categoría está vinculada a la cuestión de la brecha digital, la preocupación por proporcionar acceso a la tecnología para todos los alumnos. El movimiento para romper la brecha digital ha incluido esfuerzos para llevar computadoras a las aulas, bibliotecas y otros lugares públicos. Estos esfuerzos han tenido mucho éxito, pero como Jenkins et al. argumentan que ahora la preocupación es el acceso de calidad a las tecnologías disponibles.  
Jenkins y col. considera que la conversación en torno a la brecha digital debería centrarse en las oportunidades de participar y desarrollar las competencias culturales y las habilidades sociales necesarias para participar, en lugar de atascarse en la cuestión del acceso tecnológico. Como instituciones, las escuelas han tardado en adoptar la cultura participativa. En cambio, los programas extracurriculares actualmente dedican más atención al desarrollo de nuevas alfabetizaciones mediáticas o un conjunto de competencias culturales y habilidades sociales que los jóvenes necesitan en el nuevo panorama mediático. La cultura participativa cambia esta alfabetización del nivel individual a la participación comunitaria. Las redes y la colaboración desarrollan habilidades sociales que son vitales para las nuevas alfabetizaciones. Aunque nuevas, estas habilidades se basan en una base existente de alfabetización tradicional, habilidades de investigación, habilidades técnicas y habilidades de análisis crítico que se enseñan en el aula.
En una cultura participativa, uno de los desafíos clave que se encuentra es la brecha participativa. Esto entra en juego con la integración de los medios y la sociedad. Algunos de los desafíos más grandes que enfrentamos con respecto a la brecha de participación son en educación, aprendizaje, accesibilidad y privacidad. Todos estos factores son grandes reveses cuando se trata de la integración relativamente nueva de los jóvenes que participan en las formas populares de los medios de comunicación actuales.           

#### Problema de transparencia
Una mayor facilidad con la tecnología no necesariamente conduce a una mayor capacidad para interpretar cómo la tecnología ejerce su propia presión sobre nosotros. De hecho, con un mayor acceso a la información, la capacidad de interpretar la viabilidad de esa información se vuelve cada vez más difícil. Es crucial, entonces, encontrar formas de ayudar a los jóvenes aprendices a desarrollar tácticas para involucrarse críticamente con las herramientas y los recursos que utilizan. 

#### Desafío ético
Esto se identifica como un "desglose de las formas tradicionales de capacitación profesional y socialización que podrían preparar a los jóvenes para sus roles cada vez más públicos como creadores de medios y participantes de la comunidad" (Jenkins et al. Pág. 5). Por ejemplo, durante la mayor parte de la última mitad del siglo XX, los estudiantes que querían convertirse en periodistas generalmente participaban en un aprendizaje formal a través de clases de periodismo y trabajaban en un periódico de la escuela secundaria. Este trabajo sería guiado por un maestro experto en las reglas y normas del periodismo y que conferiría ese conocimiento a los estudiantes aprendices. Sin embargo, al aumentar el acceso a las herramientas de la Web 2.0, cualquier persona puede ser una especie de periodista, con o sin un aprendizaje en la disciplina. Un objetivo clave en la educación en medios, entonces, debe ser encontrar formas de ayudar a los alumnos a desarrollar técnicas para la reflexión activa sobre las elecciones que hacen, y las contribuciones que ofrecen, como miembros de una cultura participativa. 

#### Problemas para educadores y políticas educativas
A medida que los maestros, los administradores y los encargados de formular políticas consideren el papel de los nuevos medios y las prácticas participativas en el entorno escolar, deberán encontrar formas de abordar los múltiples desafíos. Los desafíos incluyen encontrar formas de trabajar con la descentralización del conocimiento inherente a los espacios en línea; desarrollar políticas con respecto al software de filtrado que protege a los estudiantes y las escuelas sin limitar el acceso de los estudiantes a sitios que permiten la participación; y considerando el papel de la evaluación en las aulas que abarcan prácticas participativas. 
Las culturas se definen sustancialmente por sus medios y sus herramientas para pensar, trabajar, aprender y colaborar. Desafortunadamente, una gran cantidad de nuevos medios están diseñados para ver a los humanos solo como consumidores; y las personas, particularmente los jóvenes en instituciones educativas, forman mentalidades basadas en su exposición a medios específicos. La mentalidad actual sobre el aprendizaje, la enseñanza y la educación está dominada por una visión en la que la enseñanza a menudo se ajusta "en un molde en el que un solo maestro, presumiblemente omnisciente, explícitamente dice o muestra a los alumnos presuntamente desconocidos algo de lo que presumiblemente no saben nada". Un desafío crítico es una reformulación y reconceptualización de esta concepción empobrecida y engañosa. El aprendizaje no debe tener lugar en una fase separada y en un lugar separado, sino que debe integrarse en la vida de las personas, permitiéndoles construir soluciones a sus propios problemas. A medida que experimentan fallas al hacerlo, deberían poder aprender a pedido al obtener acceso a información directamente relevante. La utilidad directa del nuevo conocimiento para situaciones problemáticas reales mejora en gran medida la motivación para aprender el nuevo material porque el tiempo y el esfuerzo invertidos en el aprendizaje valen la pena de inmediato para la tarea en cuestión, no solo para una ganancia supuesta a largo plazo. Con el fin de crear una mentalidad de contribuyente activo que sirva como la base de las culturas participativas, el aprendizaje no puede limitarse a la búsqueda de conocimiento que está "ahí fuera". En lugar de servir como el "órgano reproductivo de una sociedad de consumo"  las instituciones educativas deben cultivar el desarrollo de una mentalidad de contribuyente activo mediante la creación de hábitos, herramientas y habilidades que ayuden a las personas a estar empoderadas y dispuestas a contribuir activamente al diseño de sus vidas. y comunidades. Más allá de apoyar las contribuciones de diseñadores individuales, las instituciones educativas necesitan construir una cultura y una mentalidad de compartir, apoyadas por tecnologías efectivas y sostenidas por la motivación personal para trabajar ocasionalmente en beneficio de grupos y comunidades. Esto incluye encontrar formas para que las personas vean el trabajo realizado en beneficio de los demás "en la tarea", en lugar de como un trabajo adicional para el que no hay reconocimiento ni recompensa.   